# Wasserstraße 78 (Stralsund)
Das Gebäude mit der postalischen Adresse Wasserstraße 78 war ein denkmalgeschütztes Bauwerk in der Wasserstraße in Stralsund, an der Ecke zur Semlower Straße.
Das zweigeschossige, verputzte Fachwerkhaus wurde Mitte des 18. Jahrhunderts errichtet.
Das zur Wasserstraße hin traufständige Haus zeigte zur Semlower Straße hin einen hohen Giebel. Die südliche Achse war als Utlucht vorgezogen.
Das Haus lag im Kerngebiet des von der UNESCO als Weltkulturerbe anerkannten Stadtgebietes des Kulturgutes „Historische Altstädte Stralsund und Wismar“. In die Liste der Baudenkmale in Stralsund ist es mit der Nummer 793 eingetragen; es wurde nach 1999 abgerissen.